# Saab EV-1

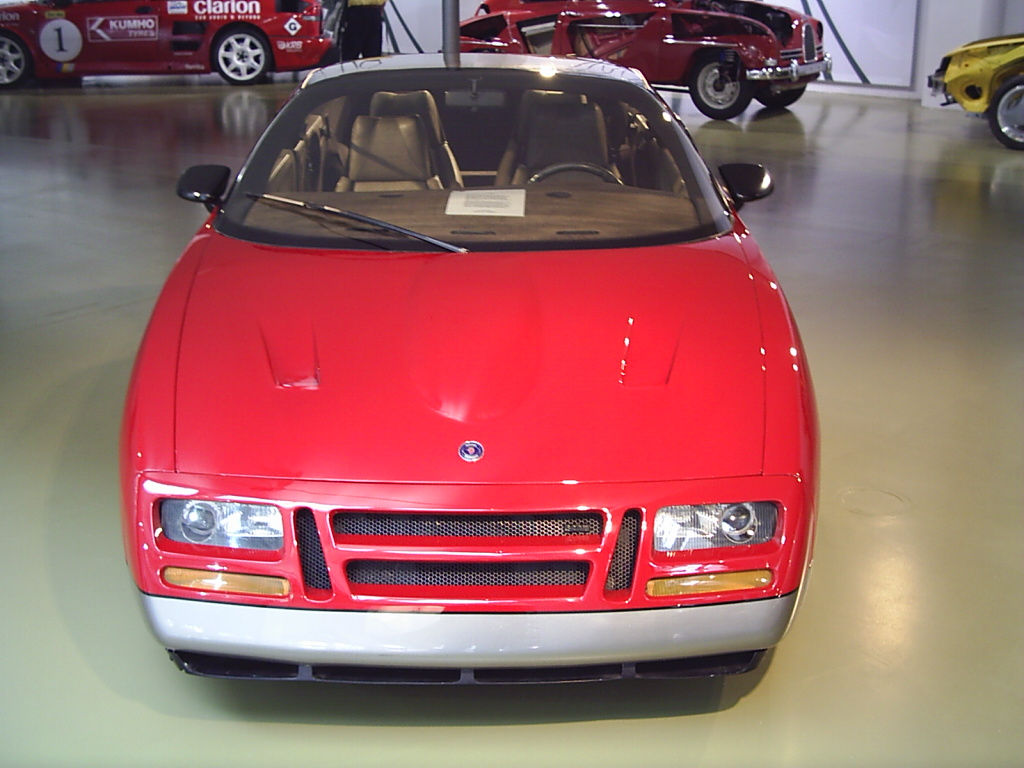
Saab EV-1.

Saab EV-1, Saab Experimental Vehicle Nr 1 är en konceptbil som togs fram av Saab 1985. Bilen byggdes för hand av Leif Mellberg i Nyköping. Plattform och motor hämtades från Saab 900 och motorn trimmades till 275 hk. Bland de mer ovanliga finesserna på denna bil kan nämnas solpanelen på taket som driver ventilationen. Toppfarten för den 1 500 kg tunga bilen var 250 km/h.
Bilen är med, och syns, i spelfilmen Tillbaka till framtiden del II, som gjordes 1989 och delvis utspelades i en tänkt framtid år 2015.

## Bildgalleri

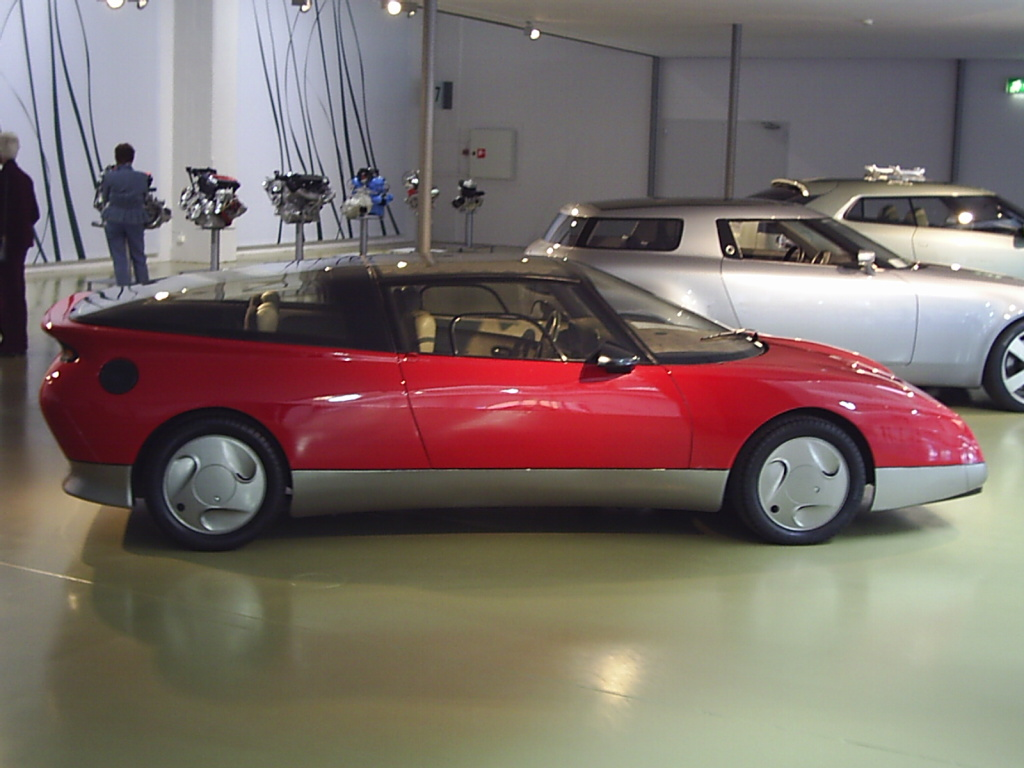
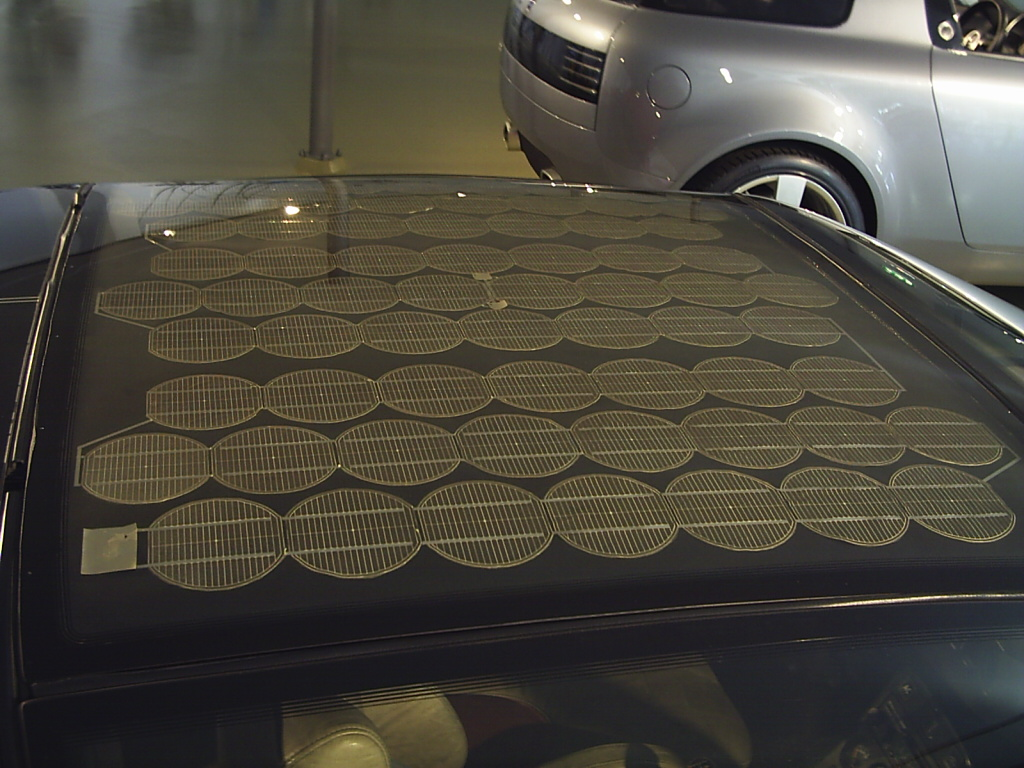
Solpanelen.